# Canillo
Canillo este una dintre cele 7 parohii ale Andorrei. 
Situat in nord estul țării si având o populație de peste 4000 locuitori, Canillo este o parohie liniștită în care se îmbină armonios vechile cu noile construcții.Este format din orășelele: Canillo, Soldeu, Sant Pere del Tarter, Sant Pere de Ransol, els Plans, l'Aldosa, el Vilar, el Forn, Prats, Meritxell și Molleres.